# Miguel Aracil
Miguel Aracil Arnau (Alicante, España, 18 de febrero de 1957) es un exfutbolista español que se desempeñaba como centrocampista.

## Clubes
- INFORMACIÓN:[2].

| Club                      | País          | Año           | Partidos | Goles |
| ------------------------- | ------------- | ------------- | -------- | ----- |
| Hércules C. F.            | España        | 1975-1983     | 284      | 12    |
| Real Valladolid Deportivo | España        | 1984-1986     | 76       | 2     |
| Hércules C. F.            | España        | 1986-1988     | 11       | 0     |
| Total carrera             | Total carrera | Total carrera | 371      | 14    |

## Palmarés

### Campeonatos nacionales
| Título          | Club                      | País                | Año  |
| --------------- | ------------------------- | ------------------- | ---- |
| Copa de la Liga | Real Valladolid Deportivo | Madrid y Valladolid | 1984 |